# Asociația de Fotbal din Antigua și Barbuda
Asociația de Fotbal din Antigua și Barbuda este forul ce guvernează fotbalul în Antigua și Barbuda. Se ocupă de organizarea echipei naționale.